# Bieliny (powiat przysuski)
Bieliny – wieś w Polsce położona w województwie mazowieckim, w powiecie przysuskim, w gminie Gielniów. Wieś ma status sołectwa.
| SIMC    | Nazwa  | Rodzaj    |
| ------- | ------ | --------- |
| 0618734 | Gawęda | część wsi |

Wieś jest siedzibą rzymskokatolickiej parafii św. Szymona i Judy Tadeusza. Zabytkowy drewniany kościół parafialny pw. św. Apostołów Szymona i Judy Tadeusza został zbudowany około 1780 r. W Bielinach znajduje się także szkoła podstawowa.
Prywatna wieś szlachecka, położona była w drugiej połowie XVI wieku w powiecie radomskim województwa sandomierskiego.
W latach 1954–1972 wieś należała i była siedzibą władz gromady Bieliny. W latach 1975–1998 miejscowość należała administracyjnie do województwa radomskiego.